# Arnouville
Arnouville (voor 8 juli 2010 Arnouville-les-Gonesse) is een gemeente in het Franse departement Val-d'Oise (regio Île-de-France) en telt 12.291 inwoners (1999). De plaats maakt deel uit van het arrondissement Sarcelles.

## Geografie
De oppervlakte van Arnouville-lès-Gonesse bedraagt 2,8 km², de bevolkingsdichtheid is 4389,6 inwoners per km².
De onderstaande kaart toont de ligging van Arnouville met de belangrijkste infrastructuur en aangrenzende gemeenten.

## Demografie
Onderstaande figuur toont het verloop van het inwonertal (bron: INSEE-tellingen).